# SN 1992ay
SN 1992ay – supernowa typu IIn odkryta 20 września 1992 roku w galaktyce A043019-4624. W momencie odkrycia miała maksymalną jasność 18,50m.